# Višnjevik
Višnjevik este o localitate din comuna Brda, Slovenia, cu o populație de 159 de locuitori.